# 성서해석학

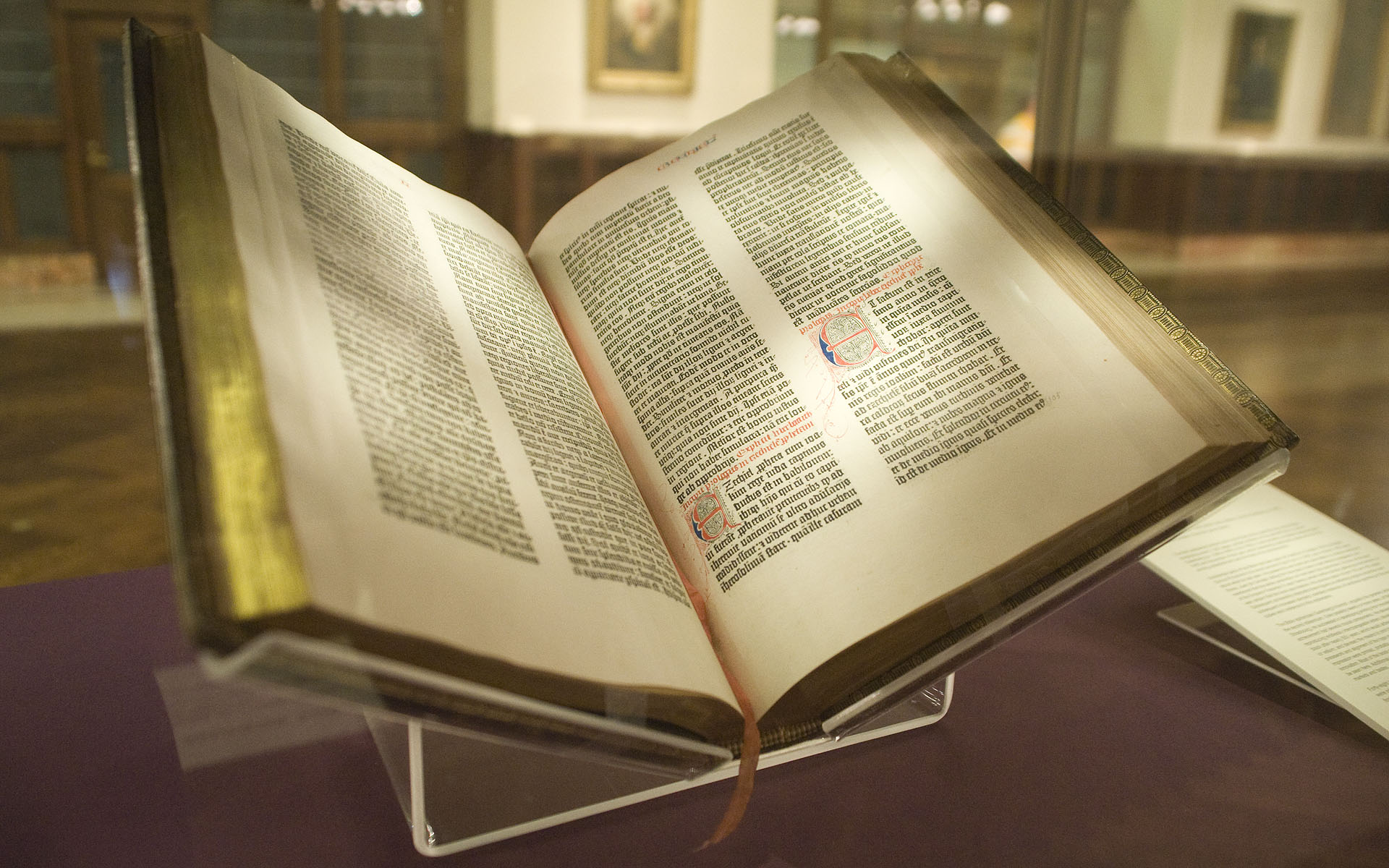

성서 해석학(biblical hermeneutics)이란 성경 본문을 해석하기 위하여 이론과 원리 그리고 방법들에 대한 모든 것들을 탐구하는 학문이다. 성서 해석학이 속해있는 해석학(hermeneutics)이란 언어적 혹은 비언어적인 소통의 모든 형태를 해석하는 원리를 연구하는 것이다.
이와 관련하여 신학적 해석학이란 성경 해석학과 밀접한 관계가 있지만, 해석에 있어서 신학적인 요소를 강조한다는 점에서 특성이 있다. 기독교 전통으로는 역사적 성경해석과 알레고리 성경해석의 양대 해석 방법론이 존재하였다. 특별히 서방교회의 종교개혁 시대 이후 신학적 해석학은 역사적 성경해석을 기반으로 성경을 성경으로 해석하며, 성령의 조명을 인정하며, 기존의 해석자들의 해석들을 참고하여 성경 본문을 종합적으로 해석하는 학문이 되었다. 기존 기독교 인물들의 해석학으로 아우구스티누스의 해석학, 루터의 해석학, 칼뱅의 해석학 등으로 연구될 수 있다. 신학적 해석학은 현대 철학자 쇠렌 키에르케고르, 하이데거, 가다머나 리꾀르와 같은 철학자들의 방법까지 응용하여 성경의 본문을 이 시대에서 이해하는 것이다.

## 해석학이란
해석학이란 일반적인 정의는 웹스터(Webster) 사전에 "the study of the methodological principles of interpretation (as of the Bible) (성경의 해석같이) 해석에 관한 방법론적 원리 연구"로 되어 있다. 즉 해석학은 해석하는 방법을 다루는 기술적 학문으로 볼 수 있다.

## 초대교회의 해석
초대교회의 교부들부터 이미 성경 해석에 대한 신학적 차이를 보였다. 이는 역사적 성경해석과 알레고리 성경해석의 차이로 나타났다. 특히 2세기 기독교회가 형성되는 초기 시대에 지역별로 신학적 차이는 지역별로 나타났다. 아프리카 북부의 테르툴리아누스로 유명한 카르타고와 북동부의 오리게네스로 유명한 알렉산드리아, 소아시아의 이레니우스로 유명한 안디옥이 신학적 중심지였다. 카르타고에서는 역사적 성경 해석을 통해 도덕적 기준으로서 성경을 이해했고, 안디옥에서는 역사적 성경해석을 통해 유형론적 이해를 강조하였다. 반면 알렉산드리아에서는 알레고리 성경해석, 즉 풍유적 성경해석을 강조하였다.
초대 교부 이후에 알렉산드라아 학파 영향의 로마교회의 클레멘트 주교는 고린도인에게 보내는 서신에서 구약 성경을 인용함으로써 자신의 신학을 설명하였으며, 초대교회의 위경 중 하나인 헤르마스의 목자서도 이와 비슷한다. 변증가인 순교자 저스틴(Justine Martyr)는 성경을 질서 있게 사용하는 방법을 쓰기 시작하였다. 영지주의의 도전으로 교회 지도자들은 자의적인 해석을 경고한다. 특히 알렉산드리아의 아타나시우스 주교는 해석을 위하여 순결한 영혼과 그리스도를 따른 덕이 있어야 하고, 문맥에 의해 해석하며, 전체 성경의 유추(믿음의 유추와 동일함)에 의해서 해석되어야 한다고 주장하였다. 알렉산드리아 학파의 전통은 알레고리 해석, 즉 성경을 유비적으로 해석하는 신학이 강하였다.
안디옥 학파의 선구자이자 리용 교회의 주교인 이레니우스는 자신의 역사적 성경해석에 따라 영지주의자들을 비판하였다. 타르소스의 디오도르(Diodore of Tarsus)는 알렉산드리아의 알레고리 해석을 비판하고 언어학적이며 문법적 분석의 필요성을 강조하며 역사적 성경해석을 강조였다. 몹수에스티아의 테오도르(Thehodore of Mopsuestia) 역시 주관적인 성경 해석으로서 성경을 잘못 해석할 위험이 있는 알레고리 해석을 반대하고 건전한 신학적 판단에 의거하면서, 문자적 의미를 확고하기 위해 역사적이고 고고학적인 자료들을 활용하는 역사적 성경해석을 사용하였다. 동방교회의 주교인 크리소스톰 주교는 성경의 문자적인 의미와 실제적인 적용에 관심을 가졌다. 사이러스의 테오도렛(Theodoret of Cyrus)은 비유적이고 모형론적인 해석을 수용하면서 언어학적 분석을 하였다.
초대교회의 성경 해석은 카르타고, 안디옥 학파의 역사적 성경해석과 알렉산드리아 학파의 알레고리 성경해석이 공존하는 형태로 신학이 발전하였다.

## 보편교회의 성경 해석
4세기 기독교 공인 이후 동로마 지역, 비잔틴 제국의 수도인 콘스탄티노폴리스를 중심으로 5개 지역의 교회 공동체였던 시기의 성경 해석은 역사적 성경해석이 기준이 되었고, 알레고리 성경해석이 보조가 되었다. 보편교회의 중요 신학은 초대교회의 양대 신학적 전통인 '안디옥 학파' 전통과 '알렉산드리아 학파' 전통 중에서 안디옥 학파 신학이 크게 영향을 끼치며 교리 형성의 기준이 되었다. 따라서 안디옥 학파에서 중요시하던 역사적 성경해석이 성경 해석과 교리 형성에 기준으로 자리매김했다. 알렉산드리아 학파의 알레고리 성경해석을 존중하였으나 보조적 해석으로 보았고, 보편교회 전지역에서 신학적 토대는 역사적 성경해석을 기본으로 하는 형태로 발전하였다. 그러나 라틴어를 사용한 로마교회의 경우 언어로 인해 헬라어를 사용하던 콘스탄티노폴리스, 예루살렘, 안디옥, 알렉산드리아보다 알렉산드리아 학파의 영향인 알레고리 성경해석의 영향이 더 컸던 지역이었다.
보편교회의 공통언어는 코이네 그리스어, 즉 헬라어였다. 신약성경이 헬라어로 작성되었고, 구약성경도 헬라어 번역본인 칠십인역 성경을 각종 예식과 신학 형성에서 활용하였다. 이후 주요 보편공의회는 헬라어로 진행되어 교리를 형성하였다. 서로마의 붕괴로 직접적으로 로마제국을 계승하던 동로마제국, 비잔틴 제국은 헬라어를 공식 언어로 선택하였다. 이 중 북아프리카의 알렉산드리아 지역은 기독교 공인 이전에는 라틴어와 헬라어가 사용되던 지역이었고, 알렉산드리아 지역의 4~5세기 신학자인 히포의 아우구스티누스는 라틴어로 신학 사상을 기록하였다. 그러나 알렉산드리아는 476년 서로마 멸망 이후 동로마의 영향을 받으며 헬라어와 콥트어 사용지역으로 변화하였고, 당시 이집트의 문자도 그리스 문자를 활용한 콥트 문자를 사용하였다. 보편교회 시기에 라틴어의 영향은 로마지역에서만 남았고 자연스럽게 로마지역 교회는 알렉산드리아 학파의 사상과 문헌을 보존하는 교회가 되었다.
11세기 교회 대분열이 발생하여 동방교회와 서방교회로 분열되면서, 동방교회 지역인 콘스탄티노폴리스와 알렉산드리아, 예루살렘, 안디옥 지역의 교회들은 보편교회의 전통에 따라 역사적 성경해석을 기준으로 삼았으며, 지금까지도 동방교회 전통을 계승하는 동방정교회와 오리엔트정교회 등에서는 역사적 성경해석을 기준으로 알레고리 성경해석을 부수적으로 사용한다. 서방교회인 로마 교회는 교회 대분열 이후 서방교회의 새로운 국면을 타개하고, 교황제도와 각종 새로운 방안을 구성하기 위해 라틴어를 교회 언어로 삼고, 라틴어 번역본인 불가타 성경을 공인성경으로 결정하였다. 이를 위해 알레고리 성경해석을 중심으로 새로운 교리와 제도를 구축하기 시작하였다.

## 서유럽 중세의 해석학
서방교회 지역에서 중세 이전부터 알렉산드라아 학파의 오리게네스에 의해 알레고리 성경해석인 3중적 의미의 해석이 시도되었는데 후에 4중적 의미의 해석으로 발전되었다. 실제로 역사적 성경해석을 기본으로 하지 않는 4중적 의미의 해석은 저자의 의도를 밝히는데 실패하였으며, 성경 그 자체가 말하는 것을 바르게 전달하지 못한 해석이었다. 그러나 알레고리 성경해석이 성경 본문 의미보다 해석자의 권한에 힘을 싣는 해석방법이므로 교황 권위를 근거로 하는 성경해석과 교리를 강화하기 위해 알레고리 성경해석을 중시하였다. 서방교회에서는 교회 대분열 이후 중세 기간 동안에 알레고리 성경해석이 주류를 이루었고, 교회 공식 문건과 교황, 유명 교회학자의 알레고리 해석의 내용을 반복하는 형태로 성경 이해 방식을 유지하였다.
서방교회의 중세 성경해석인 4중적의미는 아래와 같다.
1. 역사적 의미 혹은 문자적 의미 (sensus historicus or literalis)란 단어들을 있는 그대로 설명하는 것
2. 교훈적인 의미(senus tropologicus)란 교훈과 도덕적 시정(the correction of morals)을 찾는 것
3. 풍유적인 의미(sensus allegoricus)란 문자적 의미 이상의 다른 의미를 설명하는 것
4. 영적 의미(sesus anagoricus)란 신비적으로 혹은 공적으로(mystically or openly) 사용되는데, 듣는자의 마음이 하늘의 것들(heavenly things)을 묵상함으로써 감동받고 훈계를 받는 것.

4중적 의미의 방법으로 예루살렘을 해석해 본다면 문자적(literal)으로는 팔레스타인의 문자적 도시이며, 교훈적(tropological) 의미로는 인간의 영혼을 언급하며, 풍유적(allegorical) 의미로는 교회를 의미하며, 영적(anagogical)인 의미로는 하늘의 도성을 말한다.

## 종교개혁자들의 해석학
16세기 서방교회 내부에서 성경에 기록된 복음을 바탕으로 서방교회를 개혁해야 한다는 종교 개혁 운동이 일어났다. 서방교회는 종교개혁 찬성파와 반대파로 분리되어 현재의 개신교 전통과 천주교 전통이 형성되었다. 성경의 복음을 중시한 종교개혁자들은 성경에 대한 해석학을 발전시켰다.

### 루터의 해석학
교회의 권위보다는 성경의 권위를 주장하였으며, 중세의 4중적 의미의 해석을 버리고 역사적-문법적 해석을 중시했다. 성경은 예수를 담은 구유라는 말에서 잘 드러나 있듯이 그리스도론 중심의 해석을 강하게 주장하였다.

### 칼뱅의 해석학
인문주의의 방법과 루터의 전통을 발전시켜 해석의 절정에 달한 신학자이다. 그의 기독교 강요와 주석들은 칼빈의 해석학의 뛰어난 증거를 보여준다.

#### 역사적 문법적 방법
에라스무스 이후 시도된 이 해석원리는 중세의 4중적 의미의 해석 방법의 고리를 끊고 텍스트의 순수한 의미를 찾으려고 시도되었다.

#### 기독론적 해석
루터 이후 시도된 이 방법은 유대주의적 해석과 차이를 두는 것으로 신구약 성경의 중심인 그리스도를 목표하는 해석이다. 루터는 언제나 기독론적 해석이 지나쳐서 야고보의 정경성 논란까지 갔었지만, 칼빈은 성경신학적 측면에서 율법과 복음의 차이점과 연속성의 조화 속에서, 언약사상의 측면에서 기독론적 균형 있게 찾아내었다.

#### 성경의 유추(scriptura sui ipsius interpres)
장 칼뱅은 하나의 성경의 내용을 성경의 다른 부분을 인용하여 해석하는 방법을 택했다. 그에게 있어서 이 원리는 성경의 참된 의미란 오직 성경 안에서 발견되는 것을 의미했다. 이것은 또한 중세의 4중적 의미의 해석을 거절하고 역사적 문법적 해석을 수반한다.

#### 성령의 조명
칼뱅은 성경을 성령의 인도를 받아 쓰여진 것으로 보았다. 때문에 칼뱅은 성경의 참된 저자가 성령이라 생각했다. 그는 이러한 믿음을 바탕으로 성령이 확실한 해석자이므로 성경을 해석할 때에는 성령의 조명이 받드시 있어야 한다고 생각하였다. B. S. 차일즈(Childs)는 칼빈 해석에 있어서 성령의 조명의 의한 성경 해석을 탁월하게 인정하였다.

#### 간결성과 용이성(brevitas et facilitas)
칼뱅은 로마서 서문에서 시몬 그래니우스에게 밝힌 것처럼 이것을 성경 해석의 근본적인 원리로 삼고 있다. 간결성은 장황하고 거대한 해석을 피하고(ne prolixis commehtariis)가능한 짧고 간략한 방식을 유지하려는 시도이며, 용이성은 해석시 애매한 점을 제거시켜 단순성을 가지고 독자들에게 쉽게 이해되게하는 방식이다.

## 현대 해석학의 발전
해석학은 전통적으로 성경 주석을 하는 데 준수해야 할 법칙들을 다루는 것이었다. 프리드리히 슐라이어마허 이후 해석학의 범위가 확장되었다.
해석학이 다른 문헌해석학, 타종교의 해석학, 철학적 해석학 등으로 쓰인 것은 최근의 일이다.
성경 해석학은 성경 자체를 텍스트로 한정하여 성경 해석을 위한 이론적 방법론을 다룬다.
성경 해석학은 성경본문의 해석, 이해, 그리고 특별한 사용에 관계된 특정한 분야(Biblical hermeneutics is a specific area which concerns the interpretation, understanding, and appropriation of biblical texts, A. C. Thiselton, New Dictionary of Theology)라고 본다.
성경 해석학은 주석과 관계를 가지고 있다. 그 이유는 두 분야 모두 같은 본문을 사용하기 때문이다. 주석은 기술이며 실제라고 보면 해석학은 학문이며 이론이다.

## 현대 성서해석 방법론
현대의 성서해석 방법론은 과거와 달리 큰 발전을 이루었다. 수 많은 성경해석 방법론이 제시되고 있다. 황현숙 교수는 다음과 같이 대표적인 방법론을 말한다.
- 문헌비평: 문헌들 간의 유사성과 차이점을 비교하고 분석하여 문헌들 간의 이존관계를 조사한다.
- 양식비평: 작은 단위의 이야기나 말씀들의 야익고 유형을 찾아내어 그것들의 원래 의도와 신학적 의미를 알아낸다.
- 편집비평: 복음서가 저자의 의도에 따라서 편집되었다고 가정하고 편집의 틀과 편집의도 및 신학을 찾아낸다.
- 구성비평: 편집비평과 유사하다. 전달된 자료를 어떻게 구성했나를 밝힌다.
- 독자반응 비평: 독자의 관점에서 작품의 의미를 해석한다.

## 신학적 해석학 이란
신학적 해석학은 프리드리히 슐라이어마허 이후에 만들어진 보편 해석학이다. 일반적으로 해석학이라고 불리는 것에서 범위를 좁혀 신학적 방법을 사용하여 해석학을 다루는 것이다. 여기서 신학적이라 하면 철학, 기독교의 전통, 기독교적 체험, 그리고 성경의 원리까지 포함하여 해석학의 방법론을 연구하는 것으로 볼 수 있다. 따라서 신학적 해석학은 성경 해석학을 보필하고 세워주며, 필요에 따라서는 성경 해석학을 검증하는 역할도 한다. 성경이라는 텍스트 해석을 중심으로 성경을 직접적으로 다루는 해석의 기술을 성경 해석학으로 볼 때, 신학적 해석학은 올바르게 성경을 해석하는 것을 도와주는 이론적인 해석학이라고 본다. 신학적 해석학은 좀 더 철학적이며 기존의 신학사상과 신학자들의 관점들을 많이 고찰한다. 그리고 신학적 해석학 역시 성경 해석학에게 검증되고 교회 공동체에게 인정을 받아야 한다. 신학적 해석학은 성경의 의미를 이해하는데 있어서 주석학적인 원리를 올바르게 적용하지 못한다면 그 타당성은 약화 된다. 특히 에벨링의 해석학적 신학에 있어서 이런 문제점이 일어날 수 있다. 말씀의 사건화를 강조한 점에 있어서 올바른 성경 해석학적 과정이 검증되지 않는다면 주관적인 자신의 이해로만 그칠 것이다. 따라서 신학적 해석학은 철저하게 성경에 근거를 두며 다양한 이론들을 성경으로 소화하여 성경을 바르게 이해하는 모든 방법과 이론에 그 목적을 두어야 한다. 이런 작업을 위하여 믿음, 성령의 조명, 기도의 필요성이 요구되며, 그리고 성경을 성경으로 해석하는 등의 기본적인 규칙들을 준수해야 한다. 풍유적 해석학, 낭만주의적 해석학, 실존주의적 해석학, 현상학적 해석학, 존재론적 해석학, 사회비평 해석학, 민중신학의 해석학 등으로 많은 예를 들 수 있다.

## 해석과 실천
성서 해석에서 윤리적 실천을 강조한 올리버 오도너번의 주장을 살펴본다. 해석자의 생각에 근거하여 성경을 선택적으로 보는 것에 주의를 한다. 오히려 성서가 성서 자체의 범주들을 우리에게 제시하도록 해야 한다고 주장한다. 성서의 기본적 서사 구조와 예언의 형식은 하나님과 이스라엘, 이스라엘에게 주신 하나님의 도전과 약속 등을 보여주는데 이를 통해 우리가 실천적으로 생각할 수 있는 범주가 주어진다고 한다. 예를 들자면, ‘예수 그리스도가 사람들에게 이야기한 ‘믿음’은 무엇일까? 믿음으로 산다는 것은 무엇인가?’라고 성찰하면 신학의 고전적 범주인 ‘믿음’은 실천척 범주가 되고 실천적 의미를 얻게 된다고 한다. 만약 우리가 실천적 영역과 이론적 영역을 구분하고자 한다면, 결국은 ‘실천 이성은 사랑밖에 할 말이 없다.’는 결론에 이를 수 있다. 하지만 ‘행함이 없는 믿음은 죽은 것이다.’에서 보여지듯, 믿음은 신약성서의 가장 실천적 범주라고 한다. 신약성서는 믿음은 살아있는 것이고 활동적이라고 한다. 즉 해석자는 성서로 돌아가서 성서의 이야기, 설명, 선포 등으로부터 실천의 범주를 발견해야 한다고 주장한다.

## 같이 보기
- 4중적 의미의 해석
- 해석학적 신학
- 역사적 문법적 해석
- 칼뱅의 해석학
- 그리스도 중심적
- 신학적 해석학
- 간결성과 용이성
- 주석 (해석학)